# Еноти
Еноти (Procyon) е род нощни бозайници, включващ три вида, известни като миещи мечки от семейство Енотови. Най-познатият вид е американският енот (P. lotor), като другите два вида в рода са местни за тропиците и са по-малко известни. Генетичните изследвания показват, че най-близките роднини на миещите мечки са северноамериканските и централноамерикански какомицли от род Bassariscus, от който са се отделили преди около 10 милиона години.

## Класификация
Има три съществуващи вида миещи мечки:
| Име                               | Изображение | Разпространение                                                                                   |
| --------------------------------- | ----------- | ------------------------------------------------------------------------------------------------- |
| Американски енот (Procyon lotor)  |             | Южна Канада до Панама и е въведен в континентална Европа и на японския архипелаг                  |
| Енот ракояд (Procyon cancrivorus) |             | Коста Рика през повечето райони на Южна Америка на изток от Андите до северна Аржентина и Уругвай |
| Енот джудже (Procyon pygmaeus)    |             | Косумел, остров край източното крайбрежие на мексиканския полуостров Юкатан                       |